# Amleto (Mercadante)
Amleto è un'opera in due atti di Saverio Mercadante, su libretto di Felice Romani. La prima rappresentazione ebbe luogo al Teatro alla Scala di Milano il 26 dicembre 1822.
Gli interpreti della prima rappresentazione furono:
| Personaggio | Interprete                      |
| ----------- | ------------------------------- |
| Geltrude    | Teresa Belloc-Giorgi            |
| Claudio     | Luigi Lablache                  |
| Amelia      | Giuseppa Rovetta                |
| Aldano      | Savino Monelli                  |
| Amleto      | Isabella Fabbrica               |
| Norcesto    | Carlo Poggiali                  |
| Sivardo     | Carlo Dona                      |
| Albina      | Angela Maria Silvestri Bertozzi |

## Struttura musicale
- Sinfonia

### Atto I
- N. 1 - Introduzione Al fragor de' guerrieri stromenti (Coro, Norcesto, Sivardo, Claudio, Aldano, Amelia)
- N. 2 - Cavatina di Amleto Ah! se potessi credere (Amleto, Coro, Norcesto)
- N. 3 - Coro e Cavatina di Geltrude Vedeste? a forza Amleto - Ah! non fossi a tanta altezza (Coro, Gertrude)
- N. 4 - Quintetto Pegno di stabil pace (Aldano, Amleto, Claudio, Norcesto, Amelia)
- N. 5 - Duetto fra Claudio e Geltrude Sul mio capo il ferro pende
- N. 6 - Aria di Aldano e Finale I Sì, divido il vostro sdegno - Vive in Amleto, o popoli - Qui fu commesso, o popoli (Aldano, Claudio, Coro, Geltrude, Amleto, Amelia, Norcesto, Sivardo, Albina)

### Atto II
- N. 7 - Coro e Duetto fra Amleto e Geltrude Triste notte! ahi! dì più nero - Se innocente, o madre, sei
- N. 8 - Aria di Amelia Quanti affanni aduna il duce (Amelia, Coro)
- N. 9 - Coro e Aria di Amleto Qui fra l'ombre, in mezzo a questi - Se ascolti i gemiti (Coro, Amleto, Sivardo)
- N. 10 - Terzetto fra Claudio, Aldano ed Amelia Prendi un amplesso, e seco
- N. 11 - Aria di Geltrude e Finaletto Cielo, al tuo soglio ascenda - Ah! / Placato è lo spirto del padre (Geltrude, Coro, Amleto, Norcesto, Albina)